# Back To Godhead
Back To Godhead, även känd som BTG, är en tidskrift som utkommer med ett nummer i månaden och för utgivningen svarar Det Internationella Sällskapet för Krishnamedvetande (ISKCON). Tidningen grundades av Srila Prabhupada år 1944 och utges fortfarande. Tidningen innehåller allt från essäer och dikter till artiklar och utdrag ur Vediska texter. 